# (6115) Martinduncan
(6115) Martinduncan est un astéroïde de la ceinture principale.

## Description
(6115) Martinduncan est un astéroïde de la ceinture principale. Il fut découvert le 25 septembre 1984 à la station Anderson Mesa par Brian A. Skiff. Il présente une orbite caractérisée par un demi-grand axe de 2,23 UA, une excentricité de 0,15 et une inclinaison de 4,9° par rapport à l'écliptique.

## Compléments